# Муромцево (Волоколамский район)
Муромцево — деревня в Волоколамском районе Московской области России. Входит в состав городского поселения Волоколамск. Население — 60 чел. (2010).

## География
Деревня Муромцево расположена примерно в 1,5 км к юго-востоку от черты города Волоколамска. Рядом с деревней проходит федеральная автодорога «Балтия» М9. Ближайшие сельские населённые пункты — деревни Жданово и Большое Никольское. В деревне 4 улицы — Зелёная, Летняя, Луговая и Садовая. Связана автобусным сообщением с районным центром (автобус № 42, следующий по маршруту Волоколамск — Дубосеково).

## Население
| 1852 | 1859 | 1926 | 2002 | 2006 | 2010 |
| ---- | ---- | ---- | ---- | ---- | ---- |
| 267  | ↗300 | ↗397 | ↘33  | ↘18  | ↗60  |

## История
В «Списке населённых мест» 1862 года Муромцово — казённая деревня 2-го стана Волоколамского уезда Московской губернии по правую сторону почтового Московского тракта (из Волоколамска), в 3 верстах от уездного города, при безымянном речье, с 48 дворами, и 300 жителями (144 мужчины, 156 женщин).
По данным на 1890 год входила в состав Тимошевской волости Волоколамского уезда, число душ мужского пола составляло 145 человек.
В 1913 году — 91 двор, фабрика и чайная лавка.
По материалам Всесоюзной переписи населения 1926 года — центр Муромцевского сельсовета Аннинской волости, проживало 397 жителей (158 мужчин, 239 женщин), насчитывалось 82 хозяйства, имелась школа.
С 1929 года — населённый пункт в составе Волоколамского района Московского округа Московской области. Постановлением ЦИК и СНК от 23 июля 1930 года округа как административно-территориальные единицы были ликвидированы.
1930—1963 гг. — деревня Ждановского сельсовета Волоколамского района.
1963—1965 гг. — деревня Ждановского сельсовета Волоколамского укрупнённого сельского района.
1965—1994 гг. — деревня Ждановского сельсовета Волоколамского района.
В 1994 году Московской областной думой было утверждено положение о местном самоуправлении в Московской области, сельские советы как административно-территориальные единицы были преобразованы в сельские округа.
1994—2006 гг. — деревня Ждановского сельского округа Волоколамского района.
С 2006 года — деревня городского поселения Волоколамск Волоколамского муниципального района Московской области.